# Simone Pavan
Simone Pavan (Latisana, 29 aprile 1974) è un allenatore di calcio ed ex calciatore italiano, di ruolo difensore.

## Carriera

### Giocatore
Pavan cresce calcisticamente nel vivaio dell'Atalanta. Con la formazione bergamasca debutta, non ancora diciannovenne, in Serie A in Torino-Atalanta 1-1 del 14 marzo 1993. La stagione successiva, 1993-1994, scende in campo 27 volte nel campionato di Serie A. È convocato nella Nazionale italiana under-21, con la quale gioca in tutto 3 partite. Al termine di questa stagione l'Atalanta retrocede in B. Pavan è nella rosa dei bergamaschi anche nella stagione 1994-1995, quella dell'immediato ritorno in A dei nerazzurri; scende in campo per 18 volte.
Nell'estate del 1995 il giocatore lascia l'Atalanta, e passa al Venezia, formazione con la quale scenderà in campo per molti anni a seguire. Nelle prime due stagioni con la maglia arancio-nero-verde dei veneti, tra settembre 1995 e giugno 1997 scende in campo 63 volte in Serie B. La stagione 1997-1998 è una delle più positive della sua carriera. Ritorna in Serie A col Venezia, con le sue 35 presenze e 1 rete (la prima in carriera). L'annata 1998-1999 vede Pavan tornare a calcare i campi di Serie A dopo quattro stagioni di cadetteria, disputando 26 partite di campionato. La stagione successiva non è positiva né per Pavan, che scende in campo soltanto 16 volte, né per il Venezia, che retrocede. Tra luglio e dicembre 2000 è senza squadra, non avendo rinnovato il contratto. A gennaio 2001 firma nuovamente con la precedente società, giusto in tempo per partecipare all'ultima parte della stagione, culminata con una nuova promozione in Serie A. La massima divisione è ancora una volta avversa ai lagunari, che retrocedono nuovamente. Per Pavan questa stagione è l'ultima con la maglia del Venezia, che ha vestito per sette anni.
Nell'agosto 2002 passa al Modena. Con i canarini disputa due stagioni in Serie A, collezionando in tutto 36 presenze. La stagione successiva retrocede in Serie B con la squadra.
Lascia la formazione emiliana, e nell'estate del 2004 passa alla Sampdoria. Con i blucerchiati gioca due stagioni nel massimo campionato, scendendo in campo 46 volte.
La stagione 2006-2007 è passato al Livorno. Con la maglia amaranto ha collezionato 28 presenze e 1 gol.
Il 4 maggio 2008 Pavan segna la prima rete in Serie A, di testa, sfruttando un cross di Alessandro Diamanti. Fu il gol del momentaneo pareggio nella partita Atalanta - Livorno 3-2.
Il 3 dicembre 2008 firma un contratto che lo lega alla formazione veneta del Portogruaro.
A fine settembre 2009 firma un contratto che lo lega al San Donà Calcio, formazione veneta che milita nel campionato di Eccellenza, torneo che vedrà i biancocelesti retrocedere dopo la disputa dei play-out con la Miranese.
Nell'estate 2010 si accasa alla Miranese, dove disputa le sue ultime stagioni da calciatore. Nel febbraio 2012 rescinde il contratto e annuncia il proprio ritiro.

### Allenatore
Nel 2012 inizia la carriera da allenatore occupandosi degli Allievi nazionali del Portogruaro. Nel 2013 passa al Modena, come tecnico degli Allievi nazionali.
Il 1º marzo 2015, dopo l'esonero di Walter Novellino, viene promosso con Mauro Melotti alla guida della prima squadra del Modena.
Il 9 giugno 2015 la società comunica che Pavan non sarà riconfermato sulla panchina dei canarini, annunciando che frequenterà il Super Corso per prendere il patentino di allenatore di prima categoria, restando comunque a disposizione del club allenando la primavera.
Nel luglio 2016 gli viene riassegnata la panchina modenese ma il 26 novembre 2016 viene esonerato dal Modena dopo la sconfitta contro il Santarcangelo (2-0) dove lascia i canarini a quota 11 punti in piena zona play-out.
L’anno seguente è chiamato ad allenare gli Under 17 della Sampdoria; nel novembre 2017 sostituisce Massimo Augusto in Primavera e in campionato arriva un punto davanti all’Udinese che disputa i play-out mentre in Coppa Italia perde il derby con il Genoa agli ottavi e al Torneo di Viareggio esce già ai gironi.L'anno successivo la squadra termina all'undicesimo posto.
Nell'estate 2019 la Vis Pesaro gli fa firmare un contratto come capoallenatore sempre in Serie C. Dopo un periodo di negativo per la squadra, viene esonerato il 18 febbraio 2020.
Il 6 febbraio 2024 viene nominato vice tecnico del Bari, in Serie B, seguendo Giuseppe Iachini. Viene esonerato insieme a Iachini il 15 aprile seguente.

## Statistiche

### Statistiche da allenatore
Statistiche aggiornate al 16 febbraio 2020.
| Stagione        | Squadra         | Campionato      | Campionato | Campionato | Campionato | Campionato | Coppe nazionali | Coppe nazionali | Coppe nazionali | Coppe nazionali | Coppe nazionali | Coppe continentali | Coppe continentali | Coppe continentali | Coppe continentali | Coppe continentali | Altre coppe | Altre coppe | Altre coppe | Altre coppe | Altre coppe | Totale | Totale | Totale | Totale | % Vittorie |
| Stagione        | Squadra         | Comp            | G          | V          | N          | P          | Comp            | G               | V               | N               | P               | Comp               | G                  | V                  | N                  | P                  | Comp        | G           | V           | N           | P           | G      | V      | N      | P      | %          |
| --------------- | --------------- | --------------- | ---------- | ---------- | ---------- | ---------- | --------------- | --------------- | --------------- | --------------- | --------------- | ------------------ | ------------------ | ------------------ | ------------------ | ------------------ | ----------- | ----------- | ----------- | ----------- | ----------- | ------ | ------ | ------ | ------ | ---------- |
| 2014-2015       | Modena          | B               | 14+2       | 4          | 4+2        | 6          | CI              | -               | -               | -               | -               | -                  | -                  | -                  | -                  | -                  | -           | -           | -           | -           | -           | 16     | 4      | 6      | 6      | 25,00      |
| 2016-2017       | Modena          | LP              | 15         | 2          | 5          | 8          | CI+CI-LP        | 2+1             | 1+0             | 0+0             | 1+1             | -                  | -                  | -                  | -                  | -                  | -           | -           | -           | -           | -           | 18     | 3      | 5      | 10     | 16,67      |
| Totale Modena   | Totale Modena   | Totale Modena   | 31         | 6          | 11         | 14         |                 | 3               | 1               | 0               | 2               |                    |                    |                    |                    |                    |             |             |             |             |             | 34     | 7      | 11     | 16     | 20,59      |
| 2019-2020       | Vis Pesaro      | C               | 26         | 7          | 6          | 13         | CI-C            | 2               | 1               | 0               | 1               | -                  | -                  | -                  | -                  | -                  | -           | -           | -           | -           | -           | 28     | 8      | 6      | 14     | 28,57      |
| Totale carriera | Totale carriera | Totale carriera | 57         | 13         | 17         | 27         |                 | 5               | 2               | 0               | 3               |                    |                    |                    |                    |                    |             |             |             |             |             | 62     | 15     | 17     | 30     | 24,19      |

## Palmarès

### Giocatore

#### Competizioni giovanili
- Campionato Allievi Nazionali: 1

Atalanta: 1991-1992
- Campionato Primavera: 1

Atalanta: 1992-1993
- Torneo di Viareggio: 1

Atalanta: 1993
- Trofeo Dossena: 1

Atalanta: 1993